# 前田日明 対 ドン・中矢・ニールセン戦
前田日明 対 ドン・中矢・ニールセン戦（まえだあきら たい ドンなかやニールセンせん）は、1986年10月9日に新日本プロレス興行「INOKI 闘魂 LIVE」のセミファイナル（第7試合）として行われたプロレス対マーシャルアーツの異種格闘技戦である。
格闘スタイルプロレスで新日本プロレスを席捲するUWFのリーダー・前田日明初の異種格闘技戦として注目を集めたこの試合は、メインイベントのアントニオ猪木vsレオン・スピンクス戦もかすむ名勝負となり、ドン・中矢・ニールセンに逆片エビ固めで勝利した前田日明が「新・格闘王」の称号を得た。

## ルール
1.1R3分 10R制 インターバル1分

2.ニールセンは10オンスグローブを使用。前田はグローブを使用せず

3.ニールセンはマーシャル・アーツ衣およびシューズ、前田はレスリング用タイツおよびシューズ

4.ラウンド中、何回倒れても試合は続行、ただし選手が戦闘不能と見た場合レフェリー権限でストップ。ノックアウトは10カウント

5.関節技、投げ、パンチはOK

6.ロープ・ブレイクは行なう。5カウント以内に技の解除

7.殴られたり、蹴られたりして場外に落ちた場合、10カウントで場外ノックアウト。

8.ヒジ（エルボー）は禁止

9.ヒザ（ニー）は認める

10.ジャッジは2人1組（ジョン・トロスとヒロ・マツダ組、ミスター高橋と柴田勝久組）で行なう。採点は10点法

11.その他はレフェリー判断による

## その他
1Rにニールセンの強烈な左ストレートをもらった前田は、そこから記憶が定まらないまま試合を続けた。この後遺症で前田は新日本プロレスの次期シリーズ興行を欠場した。
ニールセンのファイトマネーは1万ドル。当時のレートで約155万円。